# Sant Feliu d'Amunt
Sant Feliu d'Amunt (['saɱfə'liwðə'mun], o Saint-Féliu-d'Amont (francès)) és un poble, cap de la comuna del mateix nom, de 985 habitants, de la comarca del Rosselló, a la Catalunya del Nord. La dita diu A Sant Feliu, les bruixes hi fan el niu.

## Etimologia
Curiosament, el patró de la parròquia de Sant Feliu d'Amunt no és pas sant sant Feliu, sinó santa Maria. La raó és que la parròquia medieval de Sant Feliu era en un lloc encara desconegut possiblement de l'actual terme comunal de Sant Feliu d'Amunt, en un lloc anomenat en els documents Sant Feliu lo Vell, del qual nasqueren dos veïnats -això explica el d'Amunt i el d'Avall- que en el fogatge del 1365 - 1370 ja apareixen individualitzats.

## Geografia

Situació de la comuna de Sant Feliu d'Amunt en el Rosselló

El terme comunal de Sant Feliu d'Amunt, de 61.100 d'extensió, és a la comarca del Riberal de la Tet, al nord-est de la dels Aspres, a la zona de ponent de la comarca del Rosselló.
El terme comunal de Sant Feliu d'Amunt s'estén a la riba dreta de la Tet, íntegrament dins del Riberal. El formen tres terrasses planes: la de la llera del riu, la terrassa on es troba el poble i la zona de conreus d'horta, sobretot, separada de l'anterior per dics de contenció per tal de prevenir les avingudes del riu, molt fortes amb una periodicitat habitual de deu anys, i una darrera terrassa, que correspon al curs de la Comalada, molt pedregosa i tradicionalment dedicada a la vinya.
Termes municipals limítrofs:
|         | Cornellà de la Ribera  |                    |
| Millars |                        | Sant Feliu d'Avall |
| Cameles | Castellnou dels Aspres |                    |

### El poble
Situat a la dreta de la Tet, a prop del riu i a la dreta de la Comalada, que s'aboca en la Tet just al nord del poble, Sant Feliu d'Amunt es formà a l'entorn de l'església parroquial de Santa Maria, notable edifici romànic que fou seu d'un priorat de canonges agustins, en vigor des del 1106 fins al 1592, quan fou secularitzat. El poble, que sorgí com a cellera més tard fortificada, amb una característica forma de poble clos de planta marcadament circular. S'hi conserven restes de muralles i la Torre de Balandà. També hi està documentada l'església, ara desapareguda, de Sant Pere el Vell.
El poble a penes va créixer de l'Edat Mitjana ençà, fins al creixement dels darrers cinquanta anys, com han fet la major part dels pobles de la perifèria de Perpinyà, amb modernes urbanitzacions de cases unifamiliars amb jardí i traçat urbanístic complex, per assegurar la pacificació del trànsit rodat.

### Els masos del terme
El terme de Sant Feliu d'Amunt, eminentment agrícola, té unes quantes construccions aïllades amb aquesta ocupació: el Casot de les Pujades, el Casot d'en Bourquin, el Cortal del Mas Saragossa, Mas Camó, el Mas de la Cabra, el Mas de la Mascota, o de les Sitges, el Mas del cantó, o Mas Maureta, el Mas del Comte, el Mas de les Fedes, el Mas de les Nines, avui Mas Fabressa, el Mas del Pla, abans Mas o Cortal Maurí, el Mas dels Frares, o Flares, o Mas d'en Gravàs, el Mas d'en Bonet, o dels Pelats, el Mas d'en Joanola, el Mas d'en Nuixa, abans Mas d'en Gravàs, o Bonet, el Mas d'en Tac, avui Domaine Wilson, el Mas Garriga, avui Planes, o Domaine St-Pierre, el Mas Jacquet, o dels Pontets, abans Mas Camps, el Mas Magre, avui Mas Fabra, el Mas Pellicer, abans de Ballaró,. N'hi ha algun de destruït, com el Mas de l'Estruga, i algun de nom ja desaparegut, com el Mas Tallant. Entre les construccions aïllades cal esmentar també el Pont de Pellicer, la desapareguda Portalada i el Cementiri Nou.

### Hidrologia

#### Els cursos d'aigua

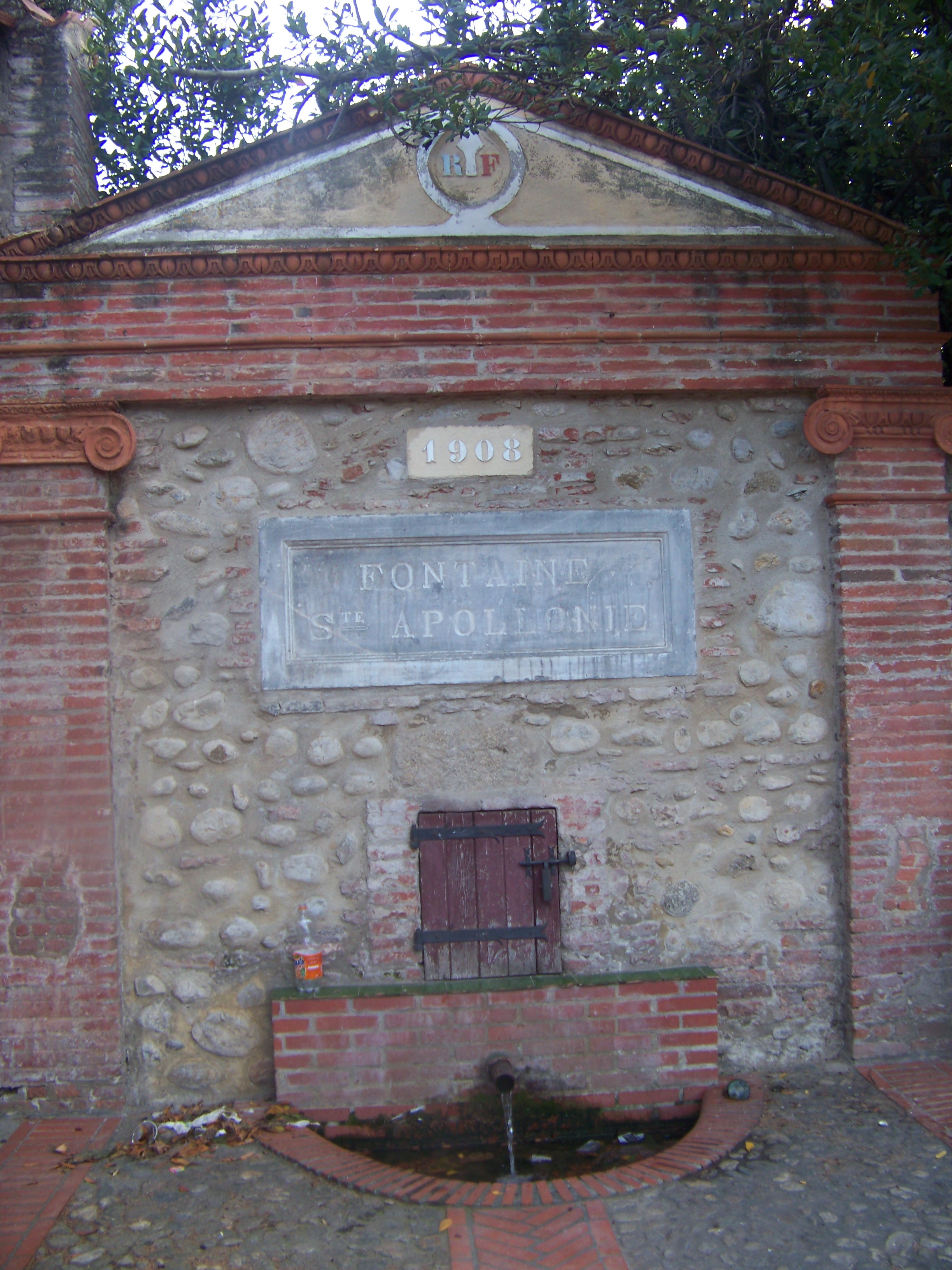
La Font de santa Apol·lonia

Per les característiques geogràfiques del terme de Sant Feliu d'Amunt, la pràctica totalitat de cursos d'aigua del terme són canals de rec. De rius, només es poden esmentar la Tet, la Comalada i a l'extrem sud-est del terme, la Ribera de Castellnou, que hi creua.
Entre els elements dels sistemes d'irrigació es troben l'Agulla dels Horts de la Font, que també és de drenatge, l'Agulla de la carrerada, l'Agulla de les Bosigues, en part desapareguda, l'Agulla del Botàs, d'irrigació i drenatge, l'Agulla de les Blanquetes, l'Agulla de les Rotes, l'Agulla de les Sitges, l'Agulla del Molinàs, l'Agulla dels Cirerers, l'Agulla dels Pelats, l'Agulla del Trenc de la Beata, l'Agulla del Trenc del Pont, l'Agulla del Trenc de Fonalaia, l'Agulla del Trenc del Pitjon, l'Agulla del Trenc de Marigó, l'Agulla del Trenc Major, l'Agulla de l'Ullat, l'Agulla de l'Ull de Sant Joan, les Basses, font d'irrigació, el Rec del Molí, el Rec de Perpinyà, el Regatiu, la Resclosa del Rec de Pesillà, la Resclosa del Regatiu, el Sifó de la Comalada, el Trenc de l'Oliu, l'Ullal Major, o els Ulls Majors (l'Ull Désiré, l'Ull Major i l'Ull Tardiu), abans Ull de Blai, l'Ull d'Arenys, o de Tardiu, l'Ull de Galter, l'Ull de Pellicer, l'Ullal Petit, o els Ulls Petits (dos) i l'Ull de Sant Joan. El darrer és dins del terme de Millars, però serveix el sistema de rec de Sant Feliu d'Amunt.

## Història

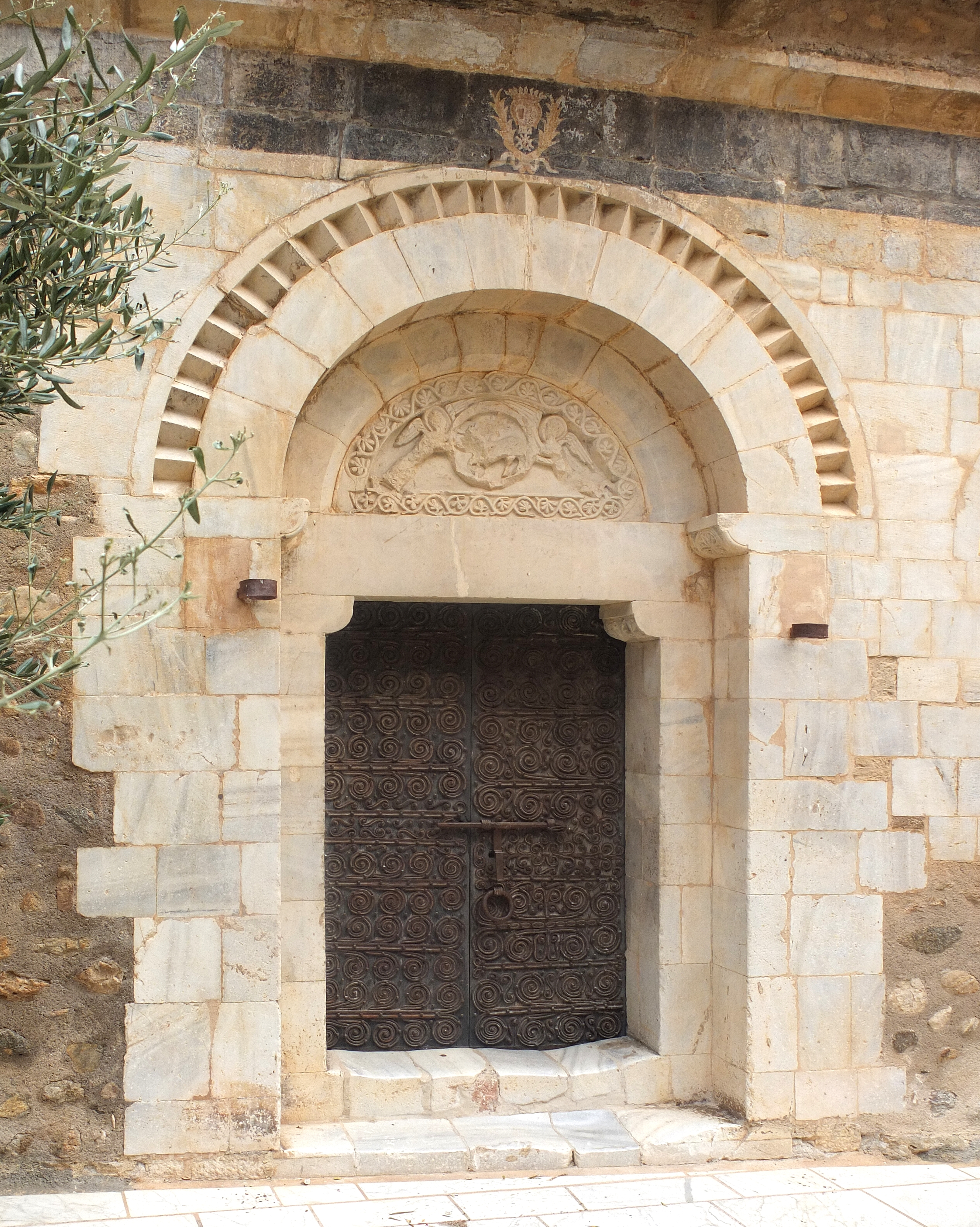
Portal de l'església de Santa Maria

### Evolució de la població

Població 1962-2008

## Administració i política

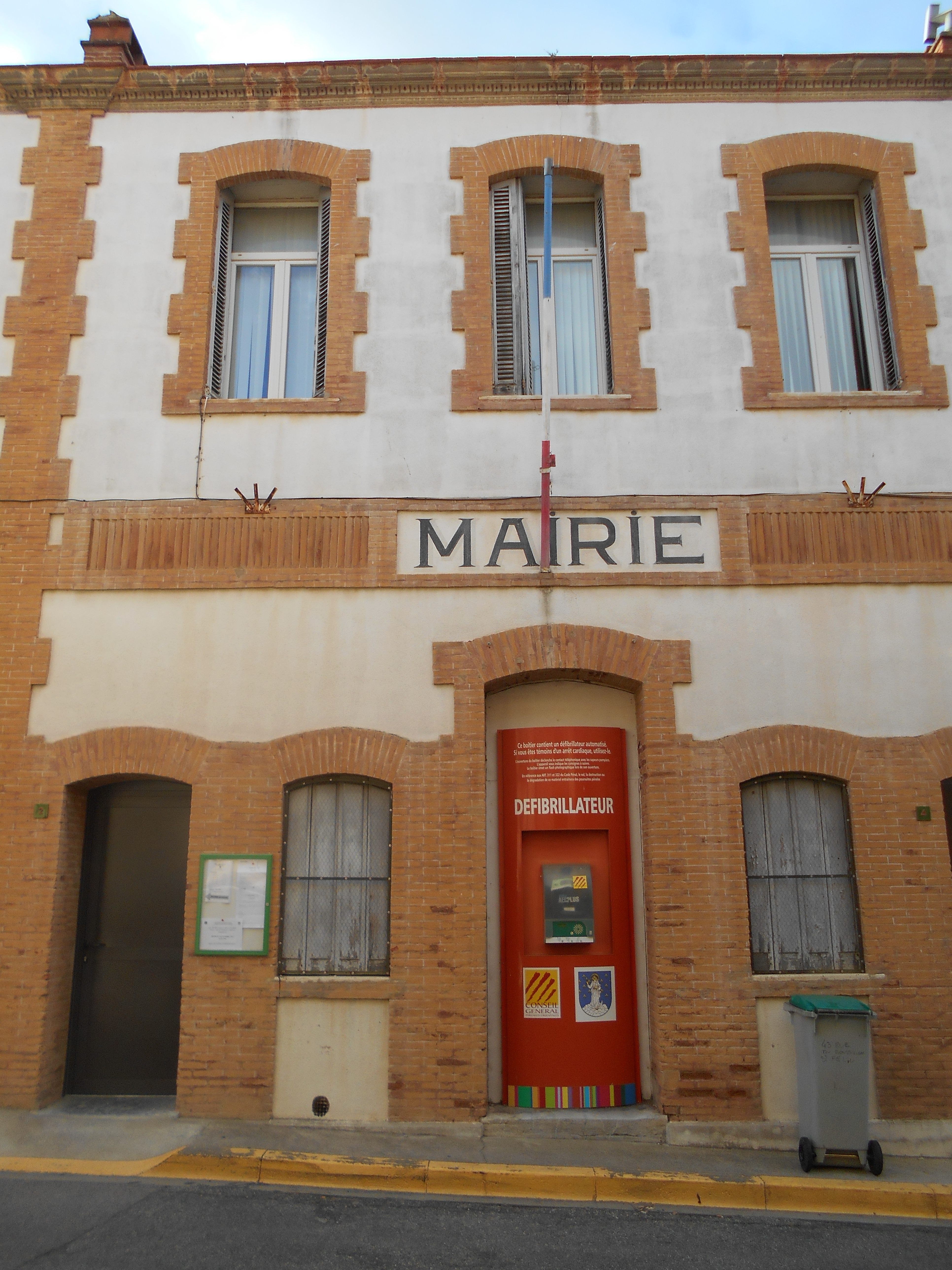
La Casa del Comú

### Adscripció cantonal

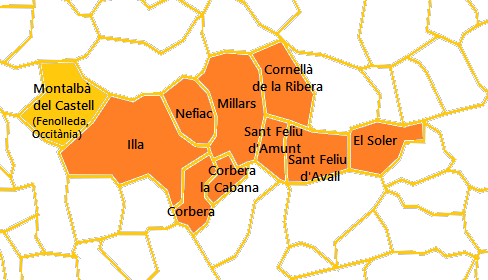
Mapa del Cantó de la Vall de la Tet

## Ensenyament i Cultura

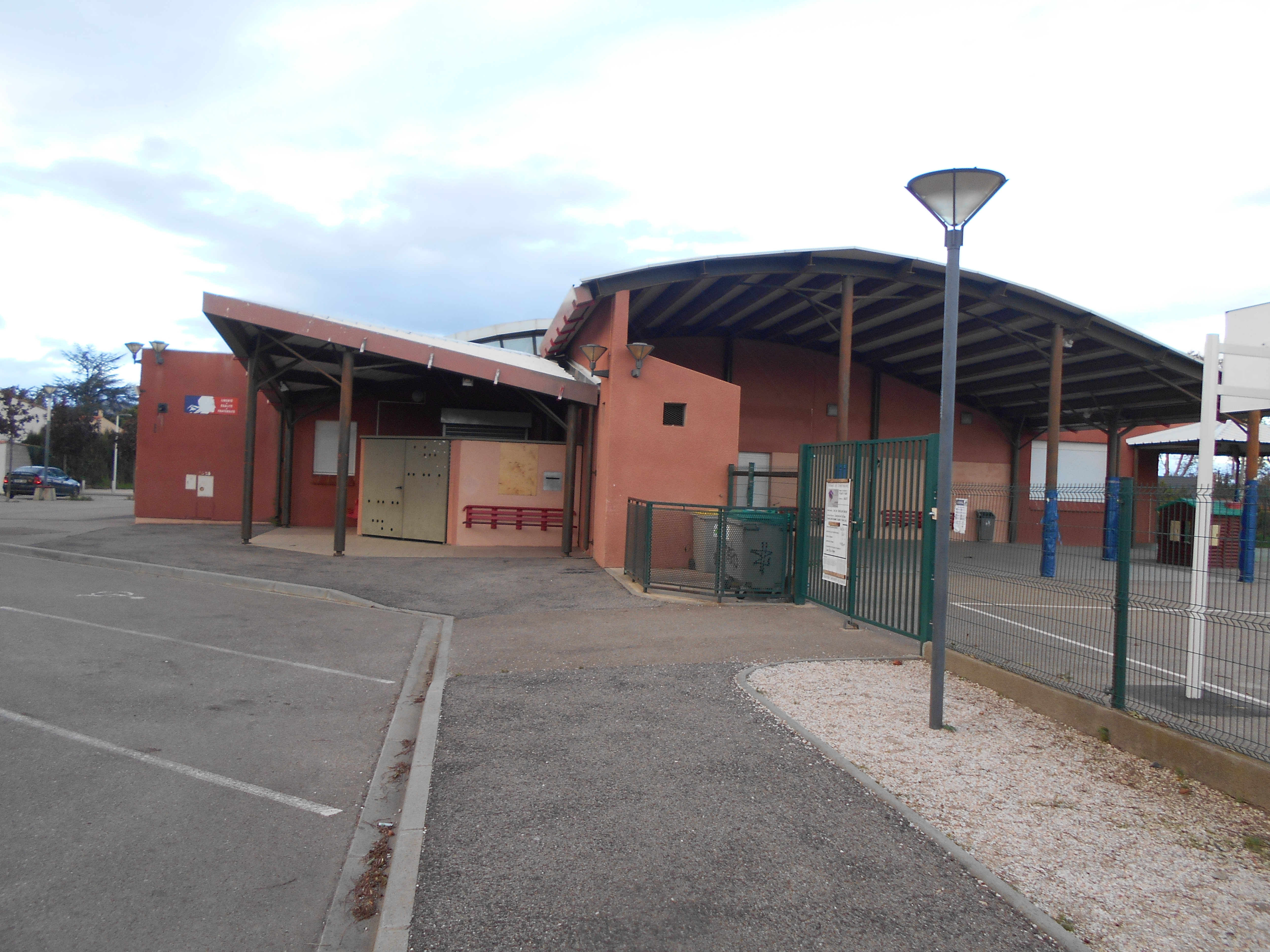
L'escola de Sant Feliu d'Amunt